# Global Association of International Sports Federations
Global Association of International Sports Federations (GAISF), tidigare SportAccord, är en idrottsorganisation grundad 1967 i Lausanne i Schweiz. Organisationen har till syfte att hjälpa och förenkla kommunikationen mellan världens olika idrottsförbund. Idag har GAISF mer än 100 olika idrottsförbund anslutna och arbetar mycket nära den Olympiska rörelsen.

## Medlemsförbund
- Aikido: IAF -International Aikido Federation
- Amerikansk fotboll: IFAF - International Federation of American Football
- Bågskytte: FITA - International Archery Federation
- Badminton: BWF - Badminton World Federation
- Baseboll: IBAF - International Baseball Federation
- Basket:FIBA - Federation Internationale de Basketball
- Bergsklättring: UIAA - Union Internationale des Associations d'Alpinisme
- Biathlon: IBU - International Biathlon Union
- Biljard: WCBS - World Confederation of Billiard Sports
- Bob: FIBT - Fédération Internationale de Bobsleigh et de Tobogganing
- Bodybuilding: IFBB - International Federation of Bodybuilding & Fitness
- Bordtennis: ITTF - International Table Tennis Federation
- Boule: CMSB - Confédération Mondiale des Sports de Boules
- Bowling: FIQ - Federation Internationale des Quilleurs
- Boxning: AIBA - International Boxing Association
- Brottning:	FILA - Fédération Internationale des Luttes Associées
- Bridge: WBF - World Bridge Federation
- Casting: ICSF - International Casting Sport Federation
- Cricket: ICC - International Cricket Council
- Curling: WCF - World Curling Federation
- Cykel: UCI - Union Cycliste Internationale
- Danssport: WDSF - World DanceSport Federation
- Dart: WDF - World Darts Federation
- Drakbåt: IDBF - International Dragon Boat Federation
- Draughts: FMJD - Fédération Mondiale du Jeu de Dames
- Equestrian sports: FEI - Federation Equestre Internationale
- Friidrott: IAAF - International Association of Athletics Federations
- Fäktning: FIE - Fédération Internationale d'Escrime
- Fistball: IFA - International Fistball Association
- Frisbee: WFDF - World Flying Disc Federation
- Fotboll: FIFA - Fédération Internationale de Football Association
- Go: IGF -International Go Federation
- Golf: IGF - International Golf Federation
- Gymnastik: FIG-Federation Internationale de Gymnastique
- Handboll: IHF - International Handball Federation
- Innebandy:	IFF International Floorball Federation
- Ishockey: IIHF - International Ice Hockey Federation
- Judo: IJF - International Judo Federation
- Ju-Jitsu: JJIF - Ju-Jitsu International Federation
- Karate: WKF  - World Karate Federation
- Kanot: ICF - International Canoe Federation
- Kendo: FIK - International Kendo Federation
- Kickboxning: WAKO - World Association of Kickboxing Organizations
- Korgboll: IKF - International Korfball Federation
- Landhockey: FIH - International Hockey Federation
- Livräddning:ILS - International Life Saving Federation
- Luftsport: FAI - Fédération Aéronautique Internationale
- Minigolf: WMF - World Minigolf Sport Federation
- Modern femkamp: UIPM - Union Internationale de Pentathlon Moderne
- Motorcykelsport: FIM -Fédération Internationale de Motocyclisme
- Muaythai: IFMA - International Federation of Muaythai Amateur
- Netball: IFNA - International Federation of Netball Associations
- Orientering: IOF - International Orienteering Federation
- Pelota: FIPV - Fédération Internationale de Pelota Vasca
- Polo: FIP - Federation of International Polo
- Powerboating: UIM - Union Internationale Motonautique
- Racquetball: IRF - International Racquetball Federation
- Rodel: FIL - Fédération Internationale de Luge de Course
- Roller Sports: FIRS - Fédération Internationale de Roller Sports
- Rodd: FISA - Fédération Internationale des Sociétés d'Aviron
- Rugby: IRB - International Rugby Board
- Schack: FIDE - Fédération Internationale des Échecs
- Segling: World Sailing
- Sambo: FIAS - Fédération Internationale Amateur de Sambo
- Sepaktakraw: ISTAF - International Sepaktakraw Federation
- Sportskytte: ISSF - International Shooting Sport Federation
- Skating: ISU - International Skating Union
- Skidor: FIS - Fédération Internationale de Ski
- Styrkelyft: IPF - International Powerlifting Federation
- Sleddog: IFSS - International Federation of Sleddog Sports
- Soft Tennis: ISTF - International Soft Tennis Federation
- Softball: ISF - International Softball Federation
- Sportklättring: IFSC - International Federation of Sport Climbing
- Sportfiske: CIPS - Confédération Internationale de la Pêche Sportive
- Squash: WSF - World Squash Federation
- Subaquatics: CMAS/WUF - Confédération mondiale des activités subaquatiques
- Sumobrottning: IFS - International Sumo Federation
- Surfing: ISA - International Surfing Association
- Taekwondo: WTF - World Taekwondo Federation
- Tennis: ITF - International Tennis Federation
- Tyngdlyftning: IWF - International Weightlifting Federation
- Triathlon: ITU - International Triathlon Union
- Tug of War: TWIF - Tug of War International Federation
- Volleyboll: FIVB - Fédération Internationale de Volleyball
- Vattenskidor: IWWF - International Waterski & Wakeboard Federation
- Vattensport: FINA - Federation Internationale de Natation
- Wushu: IWUF - International Wushu Federation

## Associerade medlemmar
- Commonwealth Games: Commonwealth Games Federation (CGF)
- Deaflympics: International Committee of Sports for the Deaf (ICSD)
- European Broadcasting: European Broadcasting Union (EBU o UER)
- Maccabiah Games: Maccabi World Union (MWU)
- World Masters Games: International Masters Games Association (IMGA)
- Mediterranean Games: International Committee of Mediterranean Games (ICMG o CIJM)
- Military World Games: Conseil International du Sport Militaire (CISM)
- Panathlon: Panathlon International (PI)
- Paralympic Games: International Paralympic Committee (IPC)
- Gymnasiade: International School Sport Federation (ISF)
- Special Olympics World Games: Special Olympics (SOI)
- Sports chiropractic: Federation Internationale de Chiropratique du Sport (FICS)
- Sports facilities: International Association for Sports and Leisure Facilities (IAKS)
- Sports press: Association Internationale de la Presse Sportive (AIPS)
- World Games: International World Games Association (IWGA)
- Universiade: Federation Internationale du Sport Universitaire (FISU)
- CSIT World Sports Games: Confédération Sportive Internationale du Travail (CSIT)

## SportAccords Presidenter
- 1967–1969: W. Berge Phillips (Australian member of FINA)
- 1969–1986: Thomas Keller (Swiss member of FISA)
- 1986–2004: Un Yong Kim (Korean member of WTF)
- 2004–2013: Hein Verbruggen (Dutch member of the UCI)
- 2013–0000: Marius Vizer (Acting president, Romanian president of the IJF)